# Abronia ornelasi
El lagarto alicante de Cerro Baúl (Abronia ornelasi) es una especie de lagarto diplogloso de la familia de los ánguidos.

## Distribución geográfica y hábitat
Es endémica de las selvas montanas del este de Oaxaca (México).

## Estado de conservación
Se encuentra amenazada por la pérdida de su hábitat natural.